# Granotes (pel·lícula)
 Granotes  (Frogs) és una pel·lícula dels Estats Units dirigida per George McCowan, estrenada el 1972. Ha estat doblada al català.

## Argument
L'adinerada família Crockett té una bonica plantació en un llac de Florida. El patriarca, Jason (Ray Milland) odia la vida salvatge i ordena a un exterminador ruixar pesticides al voltant de la casa. És llavors quan la fauna comença a contraatacar, no només granotes, sinó també serps, llangardaixos, ocells, aranyes, sangoneres i tortugues.

## Repartiment
- Ray Milland: Jason Crockett
- Sam Elliott: Pickett Smith
- Joan Van Ark: Karen Crockett
- Adam Roarke: Clint Crockett
- Judy Pace: Bella Garrington
- Lynn Borden: Jenny Crockett
- Mae Mercer: Maybelle

## Al voltant de la pel·lícula
- En competició en el primer Festival internacional del film fantàstic d'Avoriaz 1973.